# Jan V (syryjsko-prawosławny patriarcha Antiochii)
Jan V (ur. ?, zm. ?) – w latach 936-953 60. syryjsko-prawosławny Patriarcha Antiochii. 